# Marilyn Miller
Marilyn Miller (1 de septiembre de 1898 – 7 de abril de 1936) fue una actriz estadounidense, una de las estrellas más populares de los musicales de Broadway de los años 1920 e inicios de los 30.

## Vida y carrera
Nacida en Evansville, Indiana, su verdadero nombre era Mary Ellen Reynolds. El nombre de Miller deriva del de su padrastro, Oscar Caro Miller, y Marilyn era una combinación y adaptación del suyo de nacimiento, Mary, y uno de los de su madre, Lynn. Aunque inicialmente se hizo llamar Marilynn, siguiendo el consejo de Florenz Ziegfeld, borró una "n" de su nombre.
Era la hija menor de Edwin D. Reynolds, un instalador de líneas de teléfono, y su primera esposa, Ada Lynn Thompson. La pequeña artista tenía solamente cuatro años de edad cuando, con el papel de Mademoiselle Sugarlump, debutó en el Lakeside Park de Dayton (Ohio) como miembro del número de vodevil de su familia, el Columbian Trio, que en aquella época incluía a su padrastro, Oscar Caro Miller, y a sus dos hermanas mayores, Ruth y Claire. Tras sumarse Marilyn y su madre al número, el grupo pasó a llamarse los Five Columbians. Desde su casa en Findlay, Ohio, viajaron durante diez años por el Medio Oeste de los Estados Unidos y por Europa representando variedades y evitando el control del trabajo infantil por parte de las autoridades, hasta que Lee Shubert descubrió a Marilyn en el Lotus Club de Londres, Inglaterra, en 1914.
Miller actuó para los Hermanos Shuberten las ediciones de 1914 y 1915 de la obra The Passing Show, una revista de Broadway representada en el Teatro Winter Garden, así como en The Show of Wonders (1916) y Fancy Free (1918). Pero fue Florenz Ziegfeld quien la convirtió en una estrella tras actuar en las Ziegfeld Follies de 1918, en el afamado Teatro New Amsterdam de la Calle 42, con música de Irving Berlin. Compartiendo cartel con Eddie Cantor, Will Rogers y W.C. Fields, consiguió un éxito apoteósico con su imitación de la mujer de Ziegfeld, Billie Burke, en un número titulado Mine Was a Marriage of Convenience.
Siguió como titular en las Follies of 1919, bailando el tema de Berlín Mandy, y se dijo que habría sido amante de Ziegfeld, aunque ello nunca se probó. Miller alcanzó un estatus legendario con la producción de Ziegfeld Sally (1920), con música de Jerome Kern, especialmente por su interpretación del tema "Look for the Silver Lining." La historia, sobre una friegaplatos que se une a las Follies y se casa con un millonario, consiguió 570 representaciones en el New Amsterdam.
Tras romper con Ziegfeld, firmó contrato con el productor rival Charles Dillingham, e interpretó a Peter Pan en una versión en Broadway representada en 1924, para ser posteriormente una reina circense en Sunny (1925), obra con música de Kern y letra de Oscar Hammerstein. Un gran éxito de taquilla, contenía el clásico tema Who?, y la convirtió en la artista mejor pagada de Broadway. En 1928, tras reconciliarse con Ziegfeld, volvió a interpretar una de sus producciones, el musical de George Gershwin Rosalie, para intervenir posteriormente en Smiles (1930), junto a Fred Astaire, uno de los pocos fracasos de Ziegfeld.
La carrera cinematográfica  fue corta y de menor éxito que la teatral. Hizo solamente tres filmes: adaptaciones de Sally (1929) y Sunny (1930), y Her Majesty Love (1931), junto a W.C. Fields.
Su último show en Broadway, que marcó su espectacular regreso, fue el innovador musical representado en 1933-34 As Thousands Cheer, de Irving Berlin y Moss Hart. Sin embargo, esta obra fue su última interpretación, pues  Miller se retiró del mismo cuando su futuro esposo, Chester O'Brien (un bailarín que trabajaba en la obra) fuera despedido tras permitir que Jimmy Donahue, heredero de los grandes almacenes Woolworth, se colara en la obra durante una escena en la que la actriz imitaba a la prima de Donahue, la heredera Barbara Hutton. Tras la muerte de Miller, este incidente dio a Irving Berlin la inspiración para la película musical On the Avenue.

## Noviazgos y matrimonios
En 1930 Miller tuvo una breve relación sentimental con el actor Michael Farmer, que más tarde sería el marido de Gloria Swanson. En 1932 ella anunció su intención de casarse con el actor cinematográfico Don Alvarado, pero la boda no llegó a celebrarse.
Miller estuvo casada con:

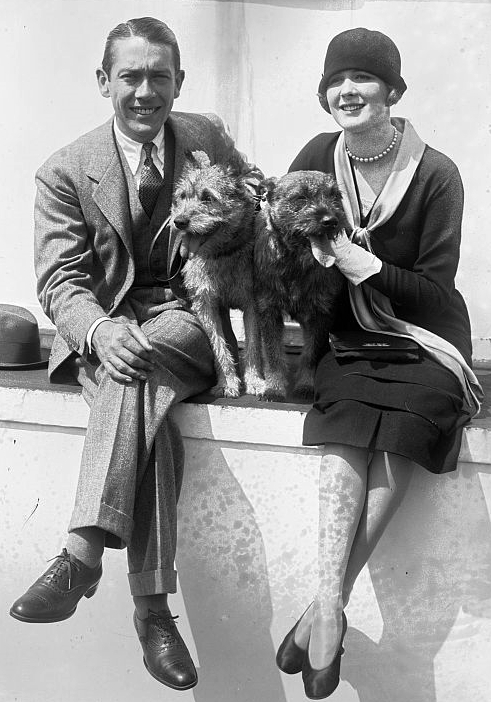
Jack Pickford y Marilyn Miller

- Frank Carter, actor y bailarín acrobático, con quien se casó el 24 de mayo de 1919 en la Iglesia de la Ascensión de la ciudad de Nueva York.[6] Él falleció en accidente de tráfico en Cumberland (Maryland), el 9 de mayo de 1920. Carter fue interpretado por Gordon MacRae en la película biográfica sobre Marilyn Miller Look for the Silver Lining.
- Jack Pickford, actor y hermano de la estrella cinematográfica Mary Pickford, y previamente casado con la actriz cinematográfica Olive Thomas, era adicto al alcohol y a las drogas. Se casaron en 1922, se separaron en 1926, y se divorciaron en Versalles, Francia, en noviembre de 1927.[7]
- Chester Lee O'Brien, bailarín, con quien se casó el 4 de octubre de 1934 en Harrison, Nueva York.[8][9] Varios años mayor que su novio, Miller habría gastado grandes sumas de dinero durante el breve tiempo en que la pareja permaneció unida. O'Brien, más adelante conocido profesionalmente como Chet O'Brien, continuó trabajando en el teatro como director en producciones como Brigadoon y Finian's Rainbow.[10]

## Enfermedad, alcoholismo y fallecimiento
Miller tenía un largo historial de sinusitis, y su salud se veía comprometida por una dependencia al alcohol cada día mayor. Según informaciones anteriores a su fallecimiento, ingresó en un hospital de Nueva York a principios de marzo de 1936 para recuperarse de una crisis nerviosa. Tras tres semanas de ingreso, su estado empeoró y murió por complicaciones surgidas tras ser sometida a cirugía de sus senos nasales. Tenía 37 años de edad. Falleció el 7 de abril de 1936, y fue enterrada en el Cementerio Woodlawn del Bronx, en un mausoleo junto a los restos de su primer marido, Frank Carter.